# Толедська тайфа
Толедська тайфа (ісп. Taifa de Toledo; араб. طائفة طليطلة) — в 1010–1085 роках ісламська монархічна держава на Піренейському півострові зі столицею в місті Толедо. Арабською — емірат Тулайтула.

## Історія
З початком боротьби за владу у 1009 році почався занепад Кордовського халіфата. Вже в 1010 році владу в Толедо захопили представники місцевої знаті. Але влада правителів Толедської тайфи не була міцною. До цього додалася боротьба в Кордовському халіфаті.
Спочатку еміром став Мухаммад ібн Я'їс, проте вже невдовзі повалений Ібн Масаррою, який також протримався недовго на троні. Більше часу владу зберігала династія Бану-Кантир. Але її 1020 року було повалено Абд ар-Рахманом ібн Матіїдом. У 1031 році до влади прийшов Абу Бекір ібн Я'їс.
Зрештою знать запросила правити представника берберської династії Ді-л-Нун. Перший її представник Ісмаїл аз-Захір розпочав війну за підкорення Кордовської тайфи, але зазнав невдачі. Наступний емір — аль-Мамун — спирався на союз з Кастилією, з якою воював проти Сарагоської та Валенсійської тайф. Втім 1062 року емір Толедо визнав зверхність Кастилії. 1065 року було підкорено Валенсію.
У 1070-х роках відбувалася боротьба за Кордову з Севільською тайфою. Після смерті Аль-Мамуна починається занепад держави. 1076 року внаслідок повстання відкоремилася Валенсія. 1078 року було втрачено Кордову. 1080 року Толедо було захоплено військами Бадахоської тайфи. Лише 1081 року емір Ях'я аль-Кадір повернув собі трон. У 1082 році відбулося потужне повстання проти еміра, якого 1083 року відновили у владі кастильські війська. 1084 року було підтверджено залежність від Кастилії, а 1085 року Толедо було захоплено Альфонсо VI, імператором всієї Іспанії.

## Територія
Охоплювала центральну частину Піренеїв відому як Аль-Тагр аль-Авсат (у христиня — середня марка). Тайфа розташовувалася на території сучасних іспанських провінцій Толедо, Сьюдад-Реал, Куенка, північних частинах Альбасете і Касерес, Гвадалахара (до Медінаселі) та Мадрид (до Сьєрра-де-Гвадаррама).

## Державний устрій
Напочатку утворення тайфи на чолі стояв каді, який спирався на вищу раду з числа духівництва та знаті. Його влада обмежувалася. Тому до 1032 року не було сталості в передачі влади та міцності управління. 
Зрештою 1032 року з запрошення до Толедо представника роду Ді-л-Нунідів тайфа перетворилася на повноцінну монархію. Правитель отримав титул еміра та верховну владу в політичних, військових і судовах справах. Усіма справами, що відносилися до армії, набором і спорядженням військ, підготовкою походів, займалися візирі меча і каламу.

## Володарі

### Я'їсиди
- Мухаммад ібн Я'їс (1010—?)

### Масарриди
- Ібн Масарра

### Кантіриди
- Саїд ібн Кантір
- Абу Омар Ахмад ібн Саїд (?—1020)

### Матіїди
- Абд ар-Рахман ібн Матій (1020—1028)
- Абд аль-Малік ібн Матій (1028—1031)

### Я'їсиди
- Абу Бакр Я'їс ібн Мухаммад (1031—1032)

### Ді-л-Нуніди (Зу-л-Нуніди)
- Ісмаїл аз-Захір (1032—1043)
- Ях'я I аль-Мамун (1043—1075)
- Ях'я II аль-Кадір (1075—1080), вперше
- захоплено Бадахоською тайфою
- Ях'я II аль-Кадір (1081—1085), вдруге